# Prima Divisione 1949-1950
La Prima Divisione fu il massimo campionato regionale di calcio disputato in Italia nella stagione 1949-1950.
I 48 posti in palio per la promozione nella categoria superiore furono spartiti dal Consiglio federale del 15 settembre 1949.

## Campionati
- Prima Divisione Abruzzo 1949-1950
- Seconda Divisione Basilicata 1949-1950[2]
- Prima Divisione Calabria 1949-1950
- Prima Divisione Campania 1949-1950
- Prima Divisione Emilia-Romagna 1949-1950
- Prima Divisione Friuli-Venezia Giulia 1949-1950
- Prima Divisione Lazio 1949-1950
- Prima Divisione Liguria 1949-1950
- Prima Divisione Lombardia 1949-1950
- Prima Divisione Marche 1949-1950
- Prima Divisione Piemonte-Valle d'Aosta 1949-1950
- Prima Divisione Puglia 1949-1950
- Prima Divisione Sardegna 1949-1950
- Prima Divisione Sicilia 1949-1950
- Prima Divisione Toscana 1949-1950
- Prima Divisione Tridentina 1949-1950
- Prima Divisione Umbria 1949-1950
- Prima Divisione Veneto 1949-1950

## Abruzzi

### Squadre partecipanti
(18 squadre partecipanti)
- S.S. Sulmona, Sulmona
- G.S. Pratola, Pratola Peligna
- G.S. Dopolavoro Ferroviario, Sulmona
- A.C. Popoli, Popoli
- G.S. Aterno, Raiano
- Excelsior Tagliacozzo
- A.S. Piano d'Orta
- U.S. Termoli, Termoli
- S.P. Freccia d'Oro, Giulianova

### Classifica
Verdetti
- Sulmona campione abruzzese e promosso in Promozione 1950-1951.